# Marie Lommer Bagger
Marie Lommer Bagger (født 1978 i Roskilde) er administrerende direktør og stifter af Measurelet. Hun er derudover uddannet sygeplejerske og iværksætter. Sammen med sin kollega, Louise Bangsgaard, fik de sammen på en nattevagt idéen til det intelligente toilet, Measurelet.
De to sygeplejersker arbejdede sammen på Medicinsk Gastroenterologisk Klinik på Rigshospitalet, hvor de faldt i snak over proceduren med at registrere patienternes afføring og urin. Dokumentationen og indsamling af bækkener fra patienterne og vejning af urin og afføring tog ni minutter for hver måling, og omkring 15 procent af patienterne på afdelingen skulle have deres bækken gennemgået.
Idéen var med i Region Hovedstadens konkurrence på sundhedsområdet i 2017, hvor de to iværksættere vandt fem måneder til at gå videre med at føre deres idé ud i livet. Senere samme år var de med i Berlingske Business Boost, hvor de endte som en af de ti vinderidéer ud af mere end 300 deltagere.
Det første toilet blev klar til prøvetur på Gentofte Hospital i 2022.